# Fransk Guinea
Fransk Guinea var et fransk administrativt koloniområde skabt ved dekret af 17. december 1891 omfattende alle franske besiddelser på vestkysten af Afrika mellem det daværende portugisiske Guinea og den engelsk koloni Lagos og omfattede desuden Rivières du Sud, kysten fra 11° til nær 9° n.br. (fraset Los-øerne, som tilhørte Storbritannien) samt indlandet langs med og mellem floderne til Futa Djallon, endvidere besiddelserne på Elfenbenskysten (indtil da "på Guldkysten") og besiddelserne ved Beninbugten. Ved dekret af 16. juni 1895 dannede de franske besiddelser i Vestafrika: Senegal, Fransk Sudan og Fransk Guinea, generalguvernementet Fransk Vestafrika.
I spidsen for forvaltningen stod en guvernør, under hvilken sorterede en generalsekretær for Rivières du Sud, en resident for besiddelserne ved Elfenbenskysten og en "lieutenant-gouverneur" for besiddelserne ved Beninbugten. Hver af de tre besiddelser havde deres eget budget.